# Dominique Lecourt
Dominique Lecourt (París, 5 de febrero de 1944 - París, 1 de mayo de 2022) fue un filósofo y editor francés. Profesor en la Universidad París Diderot-París 7, pertenece a la tradición de la epistemología francesa que va de Bachelard a Cavaillès, Canguilhem, Althusser y Foucault.
Rector de academia, presidió el Consejo de Vigilancia de Presses Universitaires de France (PUF). Miembro del alto consejo del Crédit Social des Fonctionnaires (1996), Director general del Institut Diderot (marzo de 2009), del fondo de dotación para el desarrollo de la economía social de Covéa, sociedad de grupo de la aseguradora mutual que reúne además la Mutuelle d’assurance des artisans de France (MAAF), los MMA (Mutuelles du Mans) y la GMF (Garantie mutuelle des fonctionnaires).
Él realizó una reflexión sobre las formas contemporáneas del pensamiento científico buscando hacer frente de igual modo a la arrogancia del cientismo como a la tecnofobia y al catastrofismo, tanto sobre el plano filosófico como político. Trata a través de la filosofía de las ciencias de cuestiones políticas (Lyssenko, histoire réelle d’une science prolétarienne; L’Amerique entre la Bible et Darwin) y éticas (Contre la peur; Humain post-humain). Este trabajo requiere a veces un esfuerzo de análisis colectivo (Dictionaire d’histoire et philosophie des sciences; Dictionaire de la pensée médicale) o de pedagogía apropiada (Que sais-je? sobre La philosophie des sciences y sobre Georges Canguilhem). Desarrolla una concepción de la libertad que va en contra tanto del individualismo egoísta como del moralismo libertario.

## Ilustración familiar
Sobrino de Bernard Chenot, ministro de Salud, luego de Justicia del général de Gaulle, miembro del Consejo constitucional y secretario perpetuo de la Academia de Ciencias Morales y Políticas, Dominique Lecourt es el hijastro de Jean Kahn, colaborador cercano de Francois Mitterrand, responsable también de las cuestiones constitucionales en el Elíseo y antiguo presidente del Institut François-Mitterrand.

## Carrera
Exalumno de la École normale supérieure de la rue d'Ulm (1965), profesor agregado de filosofía (1969), alumno de Louis Althusser del que fue el representante legal luego de la tragedia del 16 de noviembre de 1980. Dominique Lecourt ha sido igualmente el alumno de Georges Canguilhem quien ejerció sobre él una gran influencia. Canguilhem dirigió su memoria de maestría sobre Gastón Bachelard que hizo publicar en Vrin con un prólogo en 1969. Francois Dagognet dirigió su Thèse d’Etat (L’Ordre et les jeux, Paris, Grasset, 1981).
Dominique Lecourt es actualmente profesor en la Universidad París Diderot-París 7, Director del Centro Georges Canguilhem (París 7), vicepresidente del Observatoire du principe de précaution, miembro del comité editorial de la revista Books y cronista regular en el cotidiano La Croix.

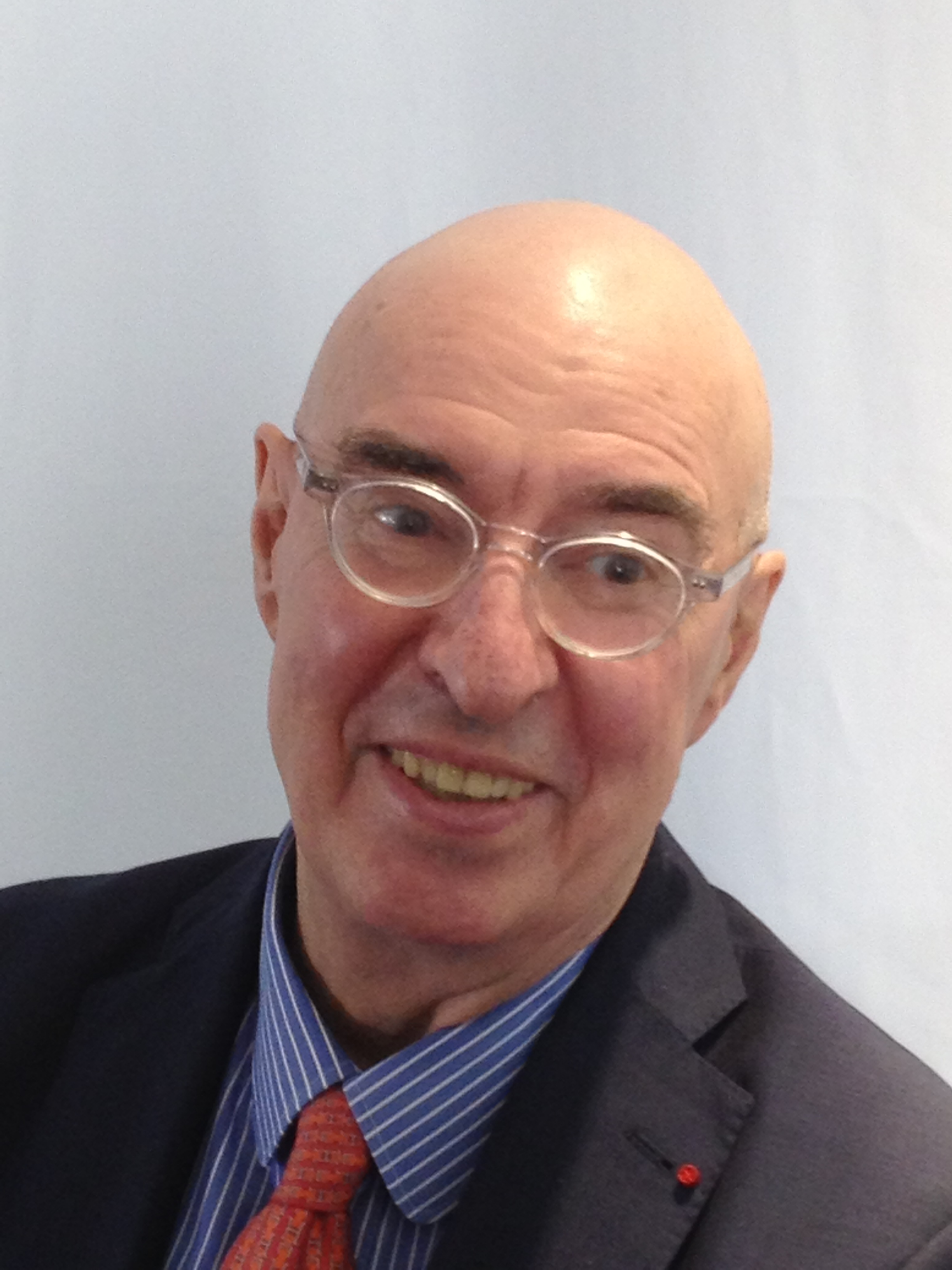
Dominique Lecourt (París), marzo de 2013

Profesor invitado en numerosas universidades extranjeras (Aarhus, Bergen, Boston, Bruselas (Chaire Perelman de l’ULB), Dakar, Harvard, Helsinki, Universidad Nacional de Colombia, México, Montreal, New-York, Tokio, Yale…), además ha sido experto ante la división de derechos del hombre de la UNESCO (1977 a 1990), Consejero técnico en el gabinete del Ministro de Educación Nacional (1984-1985), fundador con Jacques Derrida, François Chatelet y Jean Pierre Faye del Colegio Internacional de Filosofía (1984), administrador delegado del Centre national d’enseignament par correspondance (1985-186), rector de academia del Centre national d’enseignement a distance (1986-1988), Miembro del Comité operationnel d’éthique –sciences de la vie- del CNRS (1993-1998), Director de la École doctorale “Savoirs scientifiques: epistemologie, histoire des sciences et didactique des disciplines” (2001-2008), Presidente de la sección 17 (filosofía) y Presidente del Grupo 4 (ciencias humanas) del Conseil National des Universités (2003-2007), miembro del Consejo de vigilancia de la Fondation pour l'innovation politique (2004-2008) y Presidente del Comité consultor de deontología y de ética del Institut de Recherche pour le Développement (2002-2009).

## Filosofía
Dominique Lecourt se interroga sobre las relaciones que existen entre el pensamiento científico que anima la producción de conocimientos nuevos y las otras formas del pensamiento- religiosas, jurídica, morales, políticas y artísticas- que rigen la vida de los seres humanos en sociedad. Él propone en Contre la peur (1990) una “ética para la investigación” que le devuelva su sitio a nuestro bien más precioso: el espíritu crítico. Es para él la condición para que la investigación ayude a transformar su relación con el entorno en el sentido de una libertad más grande y de una prosperidad menos desigual.

## Calentamiento climático
Para Dominique Lecourt, el consenso alrededor de la cuestión del calentamiento climático no tiene nada de científico. Las ideas proclamadas por los heraldos del efecto invernadero no se apoyan sobre ninguna demostración. Se trata más bien, según él, de un consenso intelectual, como la historia lo ha conocido y del que los defensores no sufren ningún cuestionamiento.
Para la socióloga neerlandesa de las redes Sabine Niederer quien ha realizado, en abril de 2010, un trabajo de análisis de la influencia de los climatoescépticos en la Internet francófona, Dominique Lecourt llega de 4.º en la clasificación de los climatoescépticos más citados.

## Edición
Presidente del Consejo de Vigilancia de Presses universitaires de France (PUF) desde marzo de 2001, Dominique Lecourt ha publicado desde hace más de treinta años numerosas obras. En particular, en 2004 ha sido publicado bajo su dirección en PUF un Dictionnaire de la pensée médicale (reeditado desde entonces en versión de bolsillo –“Quadrige”) luego del Dictionnaire d’Histoire de Philosophie des Sciences que él ha dirigido en 1999 y del que una cuarta edición aumentada ha aparecido en “Quadrige” en 2006.
Con el mismo editor, él ha codirigido durante más de veinte años, con el filósofo Étienne Balibar, la colección “Pratiques théoriques”, de ahí en adelante dirigida por los filósofos Bruno Karsenti y Guillaume Le Blanc. Esta colección muestra la filosofía en función de la apropiación de problemas mayores de los cuales las ciencias sociales y humanas han sido llamados a ocuparse. Esas investigaciones cubren así mismo un largo espectro que va de la antropología a la teoría política pasando por la economía, la historia o el psicoanálisis.
Ha creado y dirigido desde 1992 la colección “Science, histoire et société”, que reúne trabajos originales que tratan sobre el destino intelectual y social del pensamiento científico: formulación de problemas y formación de conceptos científicos, incidencias económicas, políticas, religiosas, éticas, incluso estéticas de los progresos de la ciencia, sin excluir las cuestiones planteadas por la organización social de la investigación y las aplicaciones tecnológicas de los resultados obtenidos. Se encuentran allí títulos que tratan sobre los países en desarrollo, las mujeres y la enseñanza científica, las pandemias, las novedades tecnológicas, así como el darwinismo y la eugenesia americanos.
Por último, él ha codirigido con el psicoanalista Pierre Fédida la colección “Forum Diderot” que publicó de 1995 a 2002 las intervenciones hechas por diferentes participantes, juristas, filósofos, científicos, durante los coloquios organizados en la Universidad París Diderot-París 7 por el Centre des Études du Vivant y la Association Diderot, que él preside desde 1984. También creó y dirigió de 1988 a 1996 en Hachette la colección “Questions des science” que ha conocido un éxito internacional.

## Premios y condecoraciones
- Premio Gegner del Instituto de Francia (2000)
- Gran Premio AST-Ville de Paris (mención especial 2006)
- Premio Louis Marin del Instituto de Ciencias Morales y Políticas (2010)
- Oficial de la Legión de Honor
- Caballero de la Orden Nacional al Mérito

## Obras
Autor de una treintena de obras, reeditadas y traducidas especialmente al inglés, alemán, español, portugués, coreano, griego, japonés, danés, finlandés, etc.
- L’Épistémologie historique de Gaston Bachelard (1969, reed. Vrin, París, 11.ª ed. aumentada, 2002).
- Bachelard, épistémologie, textes choisis (1971, reed. PUF, París, 8.ª ed. 2010) [Hay traducción castellana: Barcelona, Anagrama¡, ¿fecha?].
- Pour une critique de l’épistémologie: Bachelard, Canguilhem, Foucault (1972, reeditada. Maspero, París, 5.ª éd. 1980) [Hay trad. castellana: Para una crítica de la epistemología, México, Siglo XXI, 2007 trad. de Marta Rojtzman].
- Une Crise et son enjeu (Maspero, París, 1973)  [Hay traducción castellana: Ensayo sobre la posición de Lenin en filosofía, Buenos Aires, Siglo XXI, 1974, trad. de Isabel Carballo).
- Bachelard, le jour et la nuit (Grasset, París, 1974) [Hay trad castellana: Bachelard o el día y la noche. Un ensayo a la luz del materialismo histórico, Barcelona, Anagrama, 1975, trad. de Joaquín Jordana].
- Lyssenko, histoire réelle d’une science prolétarienne (1976, reed. Quadrige/PUF, 1995) [Hay trad. castellana: Lysenko. Historia real de una ciencia proletaria, Barcelona, Laia, 1978, trad. de José Cano Tembleque, "Prólogo" de Louis Althusser].
- Dissidence ou révolution?  (Maspero, París, 1978).
- L’Ordre et les Jeux (Grasset, París, 1981) [Hay traducción castellana: El orden y los juegos. El positivismo lógico cuestionado, Buenos Aires, de la Flor, 1984, trad. de J. Ardiles Gray y M. Mizraji, "Prólogo" de E. Marí].
- La Philosophie sans feinte (Albin Michel, París, 1982).
- Contre la peur. De la science à l’éthique une aventure infinie (1990, 5.ª reed. Quadrige/PUF, 2011).
- L’Amérique entre la Bible et Darwin, suivi de Intelligent design: science, morale et politique (1992, 3.ª reed. Quadrige/PUF, 2007).
- À quoi sert donc la philosophie? Des sciences de la nature aux sciences politiques (PUF, París, 1993).
- Les Infortunes de la raison (Vents d’Ouest, Quebec, 1994).
- Prométhée, Faust, Frankenstein: Fondements imaginaires de l’éthique (1996, reed Livre de Poche/Biblio Essai, 1998).
- L’Avenir du progrès (Editions Textuel, París, 1997).
- Déclarer la philosophie (PUF, París, 1997).
- Science, Philosophie et Histoire des sciences en Europe, bajo la dirección de D. Lecourt (1998, reed. Comisión Europea, Bruselas, 1999).
- Encyclopédie des sciences, bajo la dirección de D. Lecourt (Livre de Poche, París, 1998).
- Les Piètres penseurs (Flammarion, París, 1999).
- Dictionnaire d’histoire et philosophie des sciences, bajo la dirección de D. Lecourt (1999, 4.ª reed. Quadrige/PUF, París, 2006) [Hay trad. castellana: Diccionario de Historia y filosofía de las ciencias, Madrid, Akal, 2010].
- Sciences, Mythes et Religions en Europe, bajo la dirección de D. Lecourt (Comisión europea, Bruselas, 2000).
- Informe al Ministro de la Educación Nacional sobre la enseñanza de la filosofía de las ciencias (2000):
- La Philosophie des sciences (2001, 5.ª reed. PUF/Que sais je?, París, 2010). ISBN 978-2-13-058053-9.
- Humain post-humain (2003 reed. PUF/Quadrige, París, 2011).
- Dictionnaire de la pensée médicale, bajo la dirección de D. Lecourt (2004 reed. PUF/Quadrige, París, 2004) ISBN 2-13-053960-2.
- Bioéthique et Liberté en colaboración con Axel Kahn (PUF/Quadrige essai, París, 2004).
- La Science et l'Avenir de l'homme, bajo la dirección de D. Lecourt (PUF/Quadrige essai, París, 2005).
- L’Erreur médicale, bajo la direction de C. Sureau, D. Lecourt, G. David (PUF/Quadrige essai, París, 2006).
- Georges Canguilhem (PUF/Que sais je?, París, 2008) ISBN 2-13-053861-4. [Hay traducción castellana: Georges Canguilhem, Buenos Aires, Nueva visión, 2009, trad. de Viviana Ackerman]
- Charles Darwin. Origines - Lettres choisies 1828-1859, introducción y edición francesa dirigida por D. Lecourt (Bayard, París, 2009). ISBN 978-2-227-47843-5.
- L'âge de la peur: Science, éthique et société (Bayard, París, 2009). ISBN 978-2-227-47850-3.
- La mort de la clinique? , bajo la dirección de D. Lecourt, G. David, D. Couturier, J-D. Sraer, C. Sureau (PUF/Quadrige essai, París, 2009). ISBN 978-2-13-057973-1.
- La santé face au principe de précaution, bajo la dirección de D. Lecourt (2009, reed. PUF, París, 2010). ISBN 978-2-13-057721-8.
- Politique de santé et principe de précaution, sous la direction de A. Aurengo, D. Couturier, D. Lecourt et M. Tubiana (PUF/Quadrige essai, Paris, 2011). ISBN 978-2-13-058986-0.
- Diderot. Passions, sexe, raison (PUF, Paris, avril 2013). ISBN 978-2130620730.

## Vocabulario
Dominique Lecourt introdujo la expresión “epistemología histórica” para designar la filosofía de las ciencias de Bachelard; esta expresión aparece por primera vez en el título de su memoria de maestría publicada con un prólogo de Canguilhem (L’épistémologie historique de Gaston Bachelard (1969, reed., 11.ª ed., Vrin, 2002).

## Guionista
- “La Grande histoire du cerveau”, film documental de Philippe Calderon y Dominique Lecourt, primer episodio de la colección, “Défis et Histoire des Sciences” escrito por Dominique Lecourt, primera difusión septiembre de 2006 en France 5.
- “La Grande histoire du gène”, film documental de Philippe Picart, Jérôme Lambert y Dominique Lecourt, segundo episodio de la colección, “Défis et Histoire des Sciences” escrito por Dominique Lecourt, primera difusión septiembre de 2006 en France 5.
- “La Grande histoire des cartes”, film documental d’Eric Wastiaux et Dominique Lecourt, tercer episodio de la colección, “Défis et Histoire des Sciences” escrito por Dominique Lecourt, primera difusión septiembre de 2006 en France 5.